# アッパー・オーガスタ郡区 (ペンシルベニア州ノーサンバーランド郡)
アッパー・オーガスタ郡区（Upper Augusta Township）は、アメリカ合衆国ペンシルベニア州ノーサンバーランド郡にある郡区である。
2000年時点での人口は2,556人。

## 地理
アメリカ国勢調査局によると、アッパー・オーガスタ郡区の総面積は60.3km2。52.5 km2が陸地で、7.8 km2が水に覆われている。

## 人口
2000年の国勢調査によると、アッパー・オーガスタ郡区の人口は2,556人であり、1,022世帯、781家族が居住している。人口密度は 1平方キロメートルあたり48.7人である。1,058軒の家があり、1平方キロメートルあたり20.2軒の家が建っている。町の人種構成は、98.16%が白人、0.51%が黒人ないしアフリカ系アメリカ人、0.00%がアメリカ先住民、0.08%がアジア人、0.12%が太平洋諸島系、0.47%がその他の人種であり、0.67%は混血である。人口の0.74%はラテン系である。
全世帯の26.1%には18歳未満の子供が同居しており、66.6%は夫婦で一緒に生活している。5.9%は夫のいない女性が世帯主であり、23.5%は独身である。全世帯の20.5%は一人暮らしであり、10.7%が65歳以上である。平均世帯人数は2.44人、平均家族人数は2.80人である。
アッパー・オーガスタ郡区の人口は、20.0%が18歳未満、18歳以上24歳以下が5.8%、25歳以上44歳以下が26.9%、45歳以上64歳以下が29.4%、65歳以上が18.0%である。年齢の中央値は44歳である。女性100人に対して男性98.3人であり、18歳以上の100人の女性に対して男性は96.8人である。
町の1世帯あたりの平均収入は41,875ドルであり、1家族あたりの平均収入は48,875ドルである。男性の平均収入が35,489ドルであるのに対し、女性の平均収入は21,389ドルである。1人あたりの収入は22,433ドルである。人口の5.1%（全家族の2.9%）が極貧層である。18歳以下の住民の9.6%、65歳以上の住民の4.7%は貧しい生活を送っている。